# 超級巨聲1
《超級巨聲》為香港無綫電視製作的同名歌唱選秀節目系列第一屆賽事，以100位甄選的初賽參賽者為起端，共播放28集。節目於2009年7月19日起至2010年2月7日止，逢星期日晚10時正於翡翠台及高清翡翠台播放，主要由劉美君（第1-25集）及張繼聰（第12、16-28集）擔任主持，另外請來曹格、森美、崔建邦、庾澄慶、金剛等藝人擔任客席主持。
本節目香港方面由京都念慈菴枇杷潤喉糖冠名贊助，而由第21集起，則由京都念慈菴積熱清冠名贊助。深圳方面則由百事可樂冠名贊助。

## 參賽者名單
| 03             | 05             | 08                | 10            | 11          | 15      | 22             | 24      | 26             | 27             |
| -------------- | -------------- | ----------------- | ------------- | ----------- | ------- | -------------- | ------- | -------------- | -------------- |
| 王忠傑 Victor  | 李寶龍         | 李浩森            | 海俊文        | 李嘉維      | 張家縈@ | 蔡俊輝         | 陳康健@ | 周志文@ Adrian | 周志康@ Daniel |
| 28             | 32             | 33                | 34            | 37          | 42      | 44             | 50      | 52             | 63             |
| 許廷鏗@ Alfred | 蘇慧恩 Ophelia | 林景程@ King      | 劉威煌©@ Ryan | 余沛深 Fish | 鄧小巧@ | 陳鴻碩@ Victor | 伍浩然  | 陳靜雯         | 朱子媚         |
| 65             | 67             | 68                | 69            | 70          | 73      | 76             | 77      | 79             | 84             |
| 陳彥廷 Jeffero | 何紫慧 Cherry  | 王嘉儀@ Kayee     | 唐泳妮        | 駱胤鳴@     | 趙展彤  | 林志程         | 鍾浩然  | 黃劍文@        | 鄺柏廉 Patrick |
| 89             | 92             | 93                | 97            | 金鐘獎      | 金鐘獎  | 金鐘獎         | 金鐘獎  | 台灣           | 金鐘獎         |
| 何晶晶         | 林師傑@ Auston | 何雁詩@ Stephanie | 施連奴 Clino  | 王 雯       | 譚傑希  | 趙 文          | 慶 子   | 邱振哲         | 韓 煒          |

### 備註
男性參賽者
  女性參賽者
©：本屆隊長
  05號參賽者李寶龍被大會取消參賽資格。
@: 透過本屆比賽而正式加入香港樂壇

## 賽程紀錄
| - 古巨基選出︰ - 08號 李浩森 - 32號 蘇慧恩 - 24號 陳康健 - 10號 海俊文 | - 謝安琪選出︰ - 68號 王嘉儀 - 79號 黃劍文 - 63號 朱子媚 - 89號 何晶晶 | - 伍樂城選出︰ - 76號 林志程 - 70號 駱胤鳴 - 67號 何紫慧 - 65號 陳彥廷 | - 郭偉亮選出︰ - 34號 劉威煌 - 22號 蔡俊輝 - 27號 周志康 - 42號 鄧小巧 | - 側 田選出︰ - 93號 何雁詩 - 52號 陳靜雯 - 77號 鍾浩然 - 84號 鄺柏廉 | - 藍奕邦選出︰ - 44號 陳鴻碩 - 33號 林景程 - 50號 伍浩然 - 37號 余沛深 |

| - 03號 王忠傑 - 05號 李寶龍（入圍） | - 11號 李嘉維（入圍） - 15號 張家縈 | - 26號 周志文 - 28號 許廷鏗（入圍） | - 69號 唐泳妮（入圍） - 73號 趙展彤（入圍） | - 92號 林師傑（入圍） - 97號 施連奴 |

| - 08號 李浩森 － 《讓愛》（許志安） - 10號 海俊文 － 《無情的情書》（動力火車） - 22號 蔡俊輝 － 《拉鋸戰》（王凱駿 扈佳榮） - 33號 林景程 － 《不願一個人》（周華健） - 27號 周志康 － 《你不在》（王力宏） - 44號 陳鴻碩 － 《說好的幸福呢》（周杰倫） | - 52號 陳靜雯 － 《High High High》（張惠妹） - 34號 劉威煌 － 《外套》（動力火車） - 32號 蘇慧恩 － 《Reflection》（Christina Aguilera） - 42號 鄧小巧 － 《That I Would Be Good》（Alanis Morissette） - 24號 陳康健 － 《我很醜可是我很溫柔》（趙傳） - 37號 余沛深 － 《綿綿》（陳奕迅） |

| - 67號 何紫慧 － 《記得》（張惠妹） - 68號 王嘉儀 － 《香水有毒》（胡楊林） - 65號 陳彥廷 － 《無名指的光環》（張敬軒） - 63號 朱子媚 － 《他不愛我》（莫文蔚） - 70號 駱胤鳴 － 《如果我是個男孩》（原創歌曲） - 76號 林志程 － 《認錯》（優客李林） | - 50號 伍浩然 － 《眼色》（林宥嘉） - 77號 鍾浩然 － 《眼底星空》（李聖傑） - 79號 黃劍文 － 《祈禱》（李崗霖） - 93號 何雁詩 － 《On My Own》（Maria Arredondo） - 84號 鄺柏廉 － 《TT》（原創歌曲） - 89號 何晶晶 － 《星星 I'm not a star》（順子） |

| - 84號 鄺柏廉 － 《花無雪》（泳兒） 敗：勝 92號 林師傑 － 《頭髪亂了》（張學友） - 08號 李浩森 － 《Forever Love》（王力宏） 敗：勝 67號 何紫慧 － 《Hurt》（Christina Aguilera） - 76號 林志程 － 《我愛你》（盧廣仲） 和：和 42號 鄧小巧 － 《悟入歧途》（謝安琪） - 27號 周志康 － 《你暪我暪》（陳柏宇） 敗：勝 70號 駱胤鳴 － 《愛的城堡》 （卓文萱） - 34號 劉威煌 － 《黑色柳丁》（陶喆） 勝：敗 52號 陳靜雯 － 《天黑黑》（孫燕姿） - 33號 林景程 － 《你是我的眼》（蕭煌奇） 敗：勝 65號 陳彥廷 － 《講你知》（張學友） - 63號 朱子媚 － 《四季》（黃麗玲） 敗：勝 05號 李寶龍 － 《太委屆》（陶晶瑩） |

| - 11號 李嘉維 － 《頭髪亂了》（張學友） 敗：勝 68號 王嘉儀 － 《我不是你想像那麼勇敢》（梁文音） - 50號 伍浩然 － 《害怕》（林俊傑） 敗：勝 93號 何雁詩 － 《Desperado》（Eagles） - 37號 余沛深 － 《深深深》（李克勤） 敗：勝 73號 趙展彤 － 《Sha La La La La》（The Walkers） - 10號 海俊文 － 《Against All Odds》（Phil Collins） 敗：勝 69號 唐泳妮 － 《Bad Boy》（張惠妹） - 24號 陳康健 － 《曹操》（林俊傑）勝：敗 28號 許廷鏗 － 《夠不夠》（方大同） - 44號 陳鴻碩 － 《我》（張國榮）勝：敗 89號 何晶晶 － 《沒有你還是愛你》（林憶蓮） |

| - 24號 陳康健 - 34號 劉威煌 | - 42號 鄧小巧 - 44號 陳鴻碩 | - 65號 陳彥廷 - 67號 何紫慧 | - 70號 駱胤鳴 - 73號 趙展彤 | - 92號 林師傑 - 93號 何雁詩 |

| - 05號 李寶龍 63號 朱子媚 － 《珊瑚海》（周杰倫、Lara） - 44號 陳鴻碩 67號 何紫慧 － 《我真的受傷了》（張學友、王菀之） - 28號 許廷鏗 42號 鄧小巧 － 《不是我不明白》（梁靜茹、盧廣仲） - 65號 陳彥廷 70號 駱胤鳴 － 《24》（應昌佑、衛蘭） - 10號 海俊文 68號 王嘉儀 － 《Open Arms》（Journey樂隊） | - 69號 唐泳妮 76號 林志程 － 《你最珍貴》（張學友、高慧君） - 08號 李浩森 34號 劉威煌 － 《還隱隱作痛》（動力火車） - 24號 陳康健 93號 何雁詩 － 《A Whole New World》（Peabo Bryson、Regina Belle） - 37號 余沛深 84號 鄺柏廉 － 《徹夜纏綿》（許志安） - 73號 趙展彤 92號 林師傑 － 《Summer Nights》（John Travolta、Olivia Newton John） |

| - 24號 陳康健 63號 朱子媚 65號 陳彥廷（超級靚聲R&B） － 《十年約會》（Cheers） - 28號 許廷鏗 44號 陳鴻碩 92號 林師傑（至POP型男） － 《Imsomnia》（Craig David） - 42號 鄧小巧 76號 林志程 84號 鄺柏廉（清新新聲） － 《還是會寂寞》（陳綺貞）、《喜歡你》（Beyond）、《Love Today》（Mika） - 67號 何紫慧 68號 王嘉儀 69號 唐泳妮 93號 何雁詩（勁歌熱唱少女組） － 《隆重登場》（容祖兒）、《白金升降機》（陳潔靈） - 08號 李浩森 10號 海俊文 34號 劉威煌（搖滾巨聲） － 《Eeveything I do》（Bryan Adams）、《遙遠的Paradise》（Beyond）、《一言難盡》（張宇） - 37號 余沛深 70號 駱胤鳴 73號 趙展彤（活力節拍三人行） － 《三人行》（林子祥 劉天蘭 詩詩） |

| - 84號 鄺柏廉 － 《小風波》（譚詠麟） - 67號 何紫慧 － 《願》（林憶蓮） - 10號 海俊文 － 《故事的角色》（王傑） - 69號 唐泳妮 － 《瘋了》（林憶蓮） - 65號 陳彥廷 － 《愛是永恆》（張學友） | - 37號 余沛深 － 《朋友》（譚詠麟） - 08號 李浩森 － 《特別的愛給特別的你》（伍思凱） - 73號 趙展彤 － 《Top of the world》（Carpenters） - 42號 鄧小巧 － 《棋子》（王菲） - 70號 駱胤鳴 － 《每天愛你多一些》（張學友） |

| - 92號 林師傑 － 《Monica》（張國榮） - 44號 陳鴻碩 － 《逝去的愛》（歐陽菲菲） - 68號 王嘉儀 － 《我願意》（王菲） - 34號 劉威煌 － 《想念你》（庾澄慶） - 76號 林志程 － 《情人知己》（葉蒨文） | - 93號 何雁詩 － 《Imagine》（John Lennon） - 63號 朱子媚 － 《真的愛你》（BEYOND） - 24號 陳康健 － 《千億個夜晚》（林子祥） - 28號 許廷鏗 － 《眼淚》（范曉萱） |

| - 93號 何雁詩 G.E.M.（鄧紫棋） － 《Where did you go》（G.E.M.） - 92號 林師傑 泳 兒 － 《兩忘煙水裡》（關正傑、關菊英） - 34號 劉威煌 Mr. － 《如果我是陳奕迅》（Mr.） - 69號 唐泳妮 蘇永康 － 《從不喜歡孤單一個》（蘇永康、彭家麗） | - 67號 何紫慧 吳雨霏 － 《逼得太緊》（吳雨霏） - 84號 鄺柏廉 張繼聰 － 《木紋》（何韻詩） - 76號 林志程 官恩娜 － 《Endless Love》（Lionel Rlchie & Diana Ross） - 65號 陳彥廷 小 肥 － 《Back at one》（Brian Mcknight） |

| - 68號 王嘉儀 小 肥 － 《教我如何不愛他》（許志安、葉德嫻） - 10號 海俊文 吳雨霏 － 《偏愛》（譚詠麟、早見優） - 08號 李浩森 蘇永康 － 《假使有日能忘記》（蘇永康） - 73號 趙展彤 泳 兒 － 《感應》（泳 兒） | - 28號 許廷鏗 G.E.M.（鄧紫棋） － 《Someday we’ll know》（Mandy Moore、Jon Foreman） - 24號 陳康健 張敬軒 － 《Blessing》（張敬軒） - 42號 鄧小巧 胡 琳 － 《時光本是無罪》（林憶蓮） - 44號 陳鴻碩 鍾舒漫 － 《一眼瞬間》（張惠妹、蕭敬騰） |

| - 67號 何紫慧 父親 何國威 － 《Shall we talk》（陳奕迅） - 69號 唐泳妮 朋友 李柏濤 － 《來夜方長》（蘇永康、陳潔儀） - 42號 鄧小巧 姐姐 鄧小華 － 《當時的月亮》（王菲） - 65號 陳彥廷 68號 王嘉儀 － 《Lucky》（Jason Mraz、Colbie Caillat） - 34號 劉威煌 同學 張敏軒、黃植霖 － 《一生不再說別離》（太極樂隊） | - 44號 陳鴻碩 朋友 張可凝 － 《千年之戀》（信樂團、戴愛玲） - 93號 何雁詩 朋友 陸正恩 － 《Somewhere Out There》（Linda Ronstadt、James） - 24號 陳康健 朋友 鄭國新 － 《燕尾蝶》（SHINE） - 10號 海俊文 朋友 劉凱琳 － 《刻不容緩》（李克勤、容祖兒） - 28號 許廷鏗 84號 鄺柏廉 朋友 翁瑋盈（Janet） － 《失魂》（Soler） |

| - 24號 陳康健 － 《流沙》（陶喆） - 42號 鄧小巧 － 《原來你甚麼都不要》（張惠妹） - 28號 許廷鏗 － 《雨天》（孫燕姿） - 68號 王嘉儀 － 《If》（Bread） - 10號 海俊文 － 《Chances》（Air Supply） - 67號 何紫慧 － 《明天我要嫁給你》（李度） | - 34號 劉威煌 － 《Last Order》（陳奕迅） - 84號 鄺柏廉 － 《天天》（陶喆） - 93號 何雁詩 － 《Reflections》（Christina Aguilera） - 65號 陳彥廷 － 《You are the sunshine of my life》（Stevie Wonder） - 44號 陳鴻碩 － 《The Winner Takes It All》（ABBA） - 69號 唐泳妮 － 《心亂如麻》（衛蘭） |

| - 84號 鄺柏廉 28號 許廷鏗 － 《怕死》（陳奕迅） - 33號 林景程 93號 何雁詩 － 《出賣》（周傅雄） - 73號 趙展彤 68號 王嘉儀 － 《多得他》（王菲） - 76號 林志程 44號 陳鴻碩 － 《Loving You》（Minnie Riperton） | - 89號 何晶晶 42號 鄧小巧 － 《如果你也聽說》（張惠妹） - 63號 朱子媚 67號 何紫慧 － 《終點》（關心妍） - 50號 伍浩然 34號 劉威煌 － 《白玫瑰》（陳奕迅） - 08號 李浩森 24號 陳康健 － 《普通朋友》（陶喆） |

| - 52號 陳靜雯 68號 王嘉儀 － 《你為了愛情》（劉雅麗） - 92號 林師傑 67號 何紫慧 － 《不得不愛》（潘瑋柏、弦子） - 65號 陳彥廷 28號 許廷鏗 － 《留低鎖匙》（許茹芸） - 27號 周志康 34號 劉威煌 － 《新不了情》（萬芳） | - 37號 余沛深 93號 何雁詩 － 《藍雨》（張學友） - 70號 駱胤鳴 42號 鄧小巧 － 《我寫的每一首歌》（原創歌） - 10號 海俊文 44號 陳鴻碩 － 《動力火車》（外套） |

| - 劉威煌 － 《哭不出來》（張惠妹） 勝：敗 侯 劍（金鐘獎男子組八強） － 《霍元甲》（周杰倫） - 何雁詩 － 《First Of May》（Bee Gees） 敗：勝 王 雯（金鐘獎女子組銅獎） － 《夜夜夜夜》（齊秦） - 駱胤鳴 － 《我以為自己是誰》（原創歌） 敗：勝 譚傑希（金鐘獎男子組銅獎） － 《女朋友要帶回家》（原創歌） - 陳康健 － 《洗牌》（李玖哲） 和：和 趙 文（金鐘獎男子組二十四強） － 《愛簡單》（楊坤） |

| - 王嘉儀 － 《雙棲動物》（蔡健雅） 敗：勝 王 雯 － 《眼色》（林宥嘉） - 陳彥廷 － 《預言書》（關智斌） 敗：勝 譚傑希 － 《生活要LIVE HIGH》（改編Jason Mraz） - 林師傑 － 《我愛的人》（陳小春） 敗：勝 侯 劍 － 《男人KTV》（胡彦斌） - 鄧小巧 － 《開到荼蘼》（王菲） 敗：勝 趙 文 － 《男旦》（韓雷） |

| - 李浩森 － 《愛很簡單》（陶喆） 勝：敗 慶 子（金鐘獎女子組銀獎） － 《愛什麼稀罕》（張惠妹） - 陳鴻碩 － 《認錯》（優客李林） 勝：敗 邱振哲（台灣選手） － 《離開我》（陶晶塋） - 許廷鏗 － 《想哭》（陳奕迅） 勝：敗 陳信豪（台灣選手） － 《末日之戀》（張智成） - 何紫慧 － 《My Love My Fate》（衛蘭） 敗：勝 韓 煒（金鐘獎男子組金獎） － 《天天》（陶喆） |

| - 陳康健 － 《Right here writing》（Richard Mark） 勝：敗 韓 煒 － 《新不了情》（萬芳） - 劉威煌 － 《忘記我還是忘記他》（迪克牛仔） 勝：敗 陳信豪 － 《熱情的沙漠》（歐陽菲菲） - 林志程 － 《從沒這麼愛戀過》（許志安） 敗：勝 邱振哲 － 《愛情樹》（張智成） - 何雁詩 － 《I will always love you》（Whitney Houston） 敗：勝 慶 子 － 《私人生活》（簡迷離） |

| - 王 雯 － 《枯萎》（原創歌） 勝：敗 王飛雪（2009年度全球華人新秀歌唱大賽五強之一） － 《青藏高原》（韓紅） - 王嘉儀 － 《失戀無罪》（A-Lin） 勝：敗 Plain Voice（由三位職業歌手組成） － 《我願意》（王菲） - 林志程 － 《失落沙洲》（徐佳瑩） 勝：敗 梁浩賢（2000年度全球華人新秀歌唱大賽香港區冠軍） － 《飛機場的10:30》（陶喆） - 陳康健 － 《別問我是誰》（王馨平） 勝：敗 陳曙輝（2008年度英皇新秀歌唱大賽冠軍） － 《至少還有你》（林憶蓮） - 趙 文 － 《我比從前寂寞》（楊坤） 勝：敗 馮穗君（2009年度全球華人新秀歌唱大賽新西蘭區冠軍） － 《男人的錯》（陳奕迅） |

| - 何紫慧 － 《A Moment Like This》（Kelly Clarkson） 勝：敗 唐 藝（2008及2009年度香港中文大學歌唱比賽季軍） － 《Mercy》（？） - 李浩森 － 《我愛你》（盧廣仲） 勝：敗 林蕙（2007年十八區歌唱大賽銅獎） － 《Silent All These Years》（Tori Amos） - 許廷鏗 － 《如果沒有你》（莫文蔚） 和：和 蔡玟軒（連續3屆大學歌唱比賽冠軍、大專聯校音樂聯會歌唱比賽冠軍） － 《Out Here On My Own》（Irene Cara） - 韓 煒 － 《他在哪裡》（張學友） 勝：敗 王飛雪（2009年度全球華人新秀歌唱大賽五強之一） － 《天亮了》（韓虹`） |

| - 慶 子 － 《達芬奇密碼》（簡迷離） 敗：勝 龔柯允（馬來西亞歌手） － 《舔傷》（龔柯允） - 邱振哲 － 《旅行的意義》（陳綺貞） 敗：勝 羅敏莊（香港歌手） － 《星夜星塵》（陳潔靈） - 何雁詩 － 《Here We Are》（吳雨霏） 敗：勝 蔡玟軒（連續3屆大學歌唱比賽冠軍、大專聯校音樂聯會歌唱比賽冠軍） － 《藍月亮》（李克勤） - 駱胤鳴 － 《左臉頰》（原創歌） 勝：敗 唐 藝（2008及2009年度香港中文大學歌唱比賽季軍） － 《美麗笨女人》（李玟） - 劉威煌 － 《BLUES》（蕭敬騰） 勝：敗 劉栢霖（2008年度英皇新秀歌唱大賽季軍） － 《聽海》（張惠妹） |

| - 林師傑 － 《雙人舞》（潘瑋柏） 敗：勝 姜麗文&姜文杰（藝人秦沛子女） － 《Show Time》（原創歌） - 陳鴻碩 － 《最長的電影》（周杰倫） 勝：敗 麥敬朋（1993年度新秀歌唱大賽八強人馬） － 《背叛》（曹格） - 譚傑希 － 《說!為甚麼這麼晚還不回家》（原創歌） 勝：敗 陳慧萍（2009年新加坡歌唱大賽二十強選手） － 《你是愛我的》（張惠妹） - 鄧小巧 － 《海闊天空》（Beyond） 勝：敗 羅藍亞（美國歌手） － 《Hero》（Mariah Carey） - 陳彥廷 － 《心動》（林曉培） 敗：勝 龔柯允（馬來西亞歌手） － 《In Love Again》（衛 蘭） |

| - 陳康健 張芸京 － 《世界唯一的你》（曹格） - 譚傑希 RubberBand － 《I'm Yours》（Jason Mraz） - 陳鴻碩 黃國倫 － 《男人不該讓女人流淚》（蘇永康） - 林師傑 陳柏宇 － 《I Just Don't Love You No More》（Craig David） - 王嘉儀 李 泉 － 《Tonight I Celebrate My Love》（Peabo Bryson/Roberta Flack） | - 鄧小巧 可 嵐 － 《多得他》（王菲） - 駱胤鳴 HotCha － 《表白》（蕭亞軒） - 何紫慧 官恩娜 － 《Because Of You》（Kelly Clarkson） - 趙 文 庾澄慶 － 《讓我一次愛個夠》（庾澄慶） |

| - 李浩森 古巨基－ 《第二最愛》（古巨基） - 韓 煒 李 泉 － 《眼色》（李 泉） - 許廷鏗 泳 兒 － 《我的回憶不是我的》（泳 兒、海鳴威） - 劉威煌 庾澄慶 － 《愛你的只有一個我》（庾澄慶） | - 陳彥廷 G.E.M. － 《你最珍貴》（張學友、高慧君） - 王 雯 黃國倫 － 《眼淚》（范曉萱） - 林志程 鍾舒漫 － 《I Will Survive》（Gloria Gaynor） |

| - 鄧小巧 王嘉儀 － 《郵差》（王菲） - 劉威煌 李浩森 － 《王八蛋》（陶喆） - 王 雯 何紫慧 － 《夜夜夜夜》（齊秦） | - 許廷鏗 陳彥廷 － 《我要快樂》（張惠妹） - 韓 煒 趙 文 － 《吻別》（張學友） - 陳康健 林師傑 － 《I Believe I Can Fly》（R. Kelly） |

| - 李浩森 － 《寂寞保齡球》（張惠妹） - 王 雯 － 《我要我們在一起》（范曉萱） - 林師傑 － 《精舞門》（羅志祥） - 鄧小巧 － 《愛從零開始》（孫燕姿） - 劉威煌 － 《王妃》（蕭敬騰） | - 陳康健 － 《剪愛》（張惠妹） - 韓 煒 － 《慢慢》（張學友） - 王嘉儀 － 《我歌故我在》（謝安琪） - 趙 文 － 《一路上有你》（張學友） - 何紫慧 － 《我要快樂》（張惠妹） |

| - 王嘉儀 － 《Over The Rainbow》（Judy Garland） - 劉威煌 － 《放手去愛》（迪克牛仔） - 鄧小巧 － 《風箏》（孫燕姿） - 韓 煒 － 《出賣》（周傅雄） | - 趙 文 － 《無所謂》（楊坤） - 林師傑 － 《Wait For You》（Elliot Yamin） - 何紫慧 － 《我恨我愛你》（張惠妹） - 王 雯 － 《走鋼索的人》（李泉） |

| - 趙 文 － 《Love Is Over》（歐陽菲菲） - 何紫慧 － 《一秒感動》（王菀之） | - 王 雯 － 《離人》（林志炫） |

## 參賽者得分表

### 第1至15集
| 最終排名 | 參賽者 | 第2至3集 | 第4至5集 | 第6集 | 第7集    | 第8至9集 | 第10至11集 | 第12集 | 第13集 | 第14至15集 |
| -------- | ------ | -------- | -------- | ----- | -------- | -------- | ---------- | ------ | ------ | ---------- |
| 2        | 何紫慧 | 17       | 19       | 19    | 14       | 14       | 23         | 15     | 17     | 保送       |
| 5        | 劉威煌 | 17       | 17       | 18    | 20       | 12       | 21         | 15     | 16     | 保送       |
| 6        | 鄧小巧 | 16       | 17       | 14    | 18       | 15       | 19         | 13     | 19     | 保送       |
| 7        | 王嘉儀 | 14       | 16       | 18    | 14       | 16       | 18         | 13     | 19     | 保送       |
| 8        | 林師傑 | 保送     | 20       | 22    | 16       | 12       | 14         |        |        | 17         |
| 9        | 李浩森 | 13       | 17       | 18    | 20       | 15       | 15         |        |        | 18         |
| 10       | 陳康健 | 16       | 18       | 21    | 15       | 14       | 16         | 15     | 16     | 保送       |
| 11       | 許廷鏗 | 保送     | 14       | 14    | 16       | 14       | 18         | 14     | 18     | 保送       |
| 12       | 陳彥廷 | 15       | 18       | 11    | 15       | 12       | 18         | 13     | 13     | 17         |
| 13       | 林志程 | 15       | 17       | 17    | 18       | 11       | 14         |        |        | 18         |
| 15       | 陳鴻碩 | 17       | 16       | 19    | 16       | 15       | 16         | 12     | 16     | 保送       |
| 16       | 駱胤鳴 | 16       | 18       | 11    | 17       | 09       |            |        |        | 18         |
| 18       | 何雁詩 | 17       | 21       | 21    | 14       | 12       | 17         | 14     | 15     | 保送       |
| 20       | 海俊文 | 17       | 16       | 18    | 20       | 11       | 17         | 12     | 15     | 16         |
| 21       | 鄺柏廉 | 16       | 15       | 16    | 18       | 13       | 16         | 14     | 15     | 15         |
| 22       | 唐泳妮 | 保送     | 17       | 17    | 14       | 11       | 18         | 10     | 14     |            |
| 23       | 趙展彤 | 保送     | 18       | 22    | 17       | 13       | 15         |        |        | 11         |
| 24       | 余沛深 | 11       | 16       | 16    | 17       | 09       |            |        |        | 16         |
| 25       | 朱子媚 | 13       | 17       | 20    | 15       | 09       |            |        |        | 15         |
| 26       | 林景程 | 15       | 15       |       |          |          |            |        |        | 15         |
| 27       | 李嘉維 | 保送     | 15       |       |          |          |            |        |        |            |
| 28       | 何晶晶 | 17       | 13       |       |          |          |            |        |        | 16         |
| 29       | 伍浩然 | 13       | 13       |       |          |          |            |        |        | 13         |
| 30       | 周志康 | 13       | 13       |       |          |          |            |        |        | 13         |
| 31       | 陳靜雯 | 14       | 11       |       |          |          |            |        |        | 13         |
| 32       | 鍾浩然 | 13       |          |       |          |          |            |        |        |            |
| 33       | 蔡俊輝 | 11       |          |       |          |          |            |        |        |            |
| 34       | 蘇慧恩 | 09       |          |       |          |          |            |        |        |            |
| 35       | 黃劍文 | 09       |          |       |          |          |            |        |        |            |
| 無       | 李寶龍 | 保送     | 20       | 20    | 取消資格 |          |            |        |        |            |
|          | 滿分   | 20       | 25       | 25    | 25       | 20       | 25         | 20     | 25     | 25         |

### 第16至28集
| 最終排名 | 參賽者 | 第16及18集 | 第17及19集 | 第20至23集 | 第24至25集 | 第26集 | 第27集 | 第28集㈠ | 第27+28集㈠ | 第28集㈡ | 第27+28集 |
| -------- | ------ | ---------- | ---------- | ---------- | ---------- | ------ | ------ | -------- | ----------- | -------- | --------- |
| 1        | 王雯   | 19         | 19         | 86.6       | 86.8       | 79.5   | 87     | 86.2     | 173.2       | 83.4     | 256.6     |
| 2        | 何紫慧 | 16         | 保送       | 84.4       | 87.8       | 77.5   | 83.5   | 85.6     | 169.1       | 86.5     | 255.6     |
| 3        | 趙文   | 20         | 21         | 85         | 81.8       | 77.3   | 82     | 83       | 165         | 77.6     | 242.6     |
| 4        | 韓煒   | 19         | 15         | 85.4       | 86.8       | 77.3   | 81.5   | 83       | 164.5       |          |           |
| 5        | 劉威煌 | 17         | 17         | 86.2       | 85.8       | 82.5   | 79.8   | 83.8     | 163.6       |          |           |
| 6        | 鄧小巧 | 保送       | 17         | 90.8       | 82.5       | 81     | 80     | 81.2     | 161.2       |          |           |
| 7        | 王嘉儀 | 保送       | 16         | 82.4       | 86.8       | 79.5   | 78.3   | 80       | 158.3       |          |           |
| 8        | 林師傑 | 保送       | 13         | 86.8       | 82         | 83.3   | 82.3   | 76       | 158.3       |          |           |
| 9        | 李浩森 | 15         | 保送       | 84.4       | 82.8       | 81.5   | 78     |          |             |          |           |
| 10       | 陳康健 | 20         | 16         | 82.4       | 83.8       | 82.3   | 76.8   |          |             |          |           |
| 11       | 許廷鏗 | 19         | 保送       | 86.6       | 83.8       | 77     |        |          |             |          |           |
| 12       | 陳彥廷 | 保送       | 16         | 87.2       | 81.8       | 77     |        |          |             |          |           |
| 13       | 林志程 | 保送       | 15         | 79         | 79.8       |        |        |          |             |          |           |
| 14       | 譚傑希 | 20         | 21         | 88         | 79         |        |        |          |             |          |           |
| 15       | 陳鴻碩 | 17         | 保送       | 82.8       | 78.8       |        |        |          |             |          |           |
| 16       | 駱胤鳴 | 17         | 保送       | 85.4       | 78.5       |        |        |          |             |          |           |
| 17       | 邱振哲 | 16         | 17         | 84.8       |            |        |        |          |             |          |           |
| 18       | 何雁詩 | 17         | 14         | 80         |            |        |        |          |             |          |           |
| 19       | 慶子   | 14         | 17         | 78.4       |            |        |        |          |             |          |           |
| 無       | 侯劍   | 15         | 15         |            |            |        |        |          |             |          |           |
| 無       | 陳信豪 | 13         | 11         |            |            |        |        |          |             |          |           |
|          | 滿分   | 25         | 25         | 100        | 100        | 100    | 100    | 100      | 200         | 100      | 300       |

### 踢館者得分表、PK賽結果
| 排名 | 踢館者       | 第20至23集踢館隊 | 第20至23集巨聲幫 | 被PK者 | 該場排名 |
| ---- | ------------ | ---------------- | ---------------- | ------ | -------- |
| 1    | 龔柯允       | 91.2             | 78.4             | 慶子   | 19       |
| 2    | 羅敏莊       | 90.8             | 84.8             | 邱振哲 | 11       |
| 3    | 龔柯允       | 89               | 87.2             | 陳彥廷 | 3        |
| 4    | 姜麗文姜文杰 | 87               | 86.8             | 林師傑 | 4        |
| 5    | 蔡玟軒       | 86.6             | 86.6             | 許廷鏗 | 5        |
| 6    | 王飛雪       | 86               | 86.6             | 王雯   | 6        |
| 7    | 蔡玟軒       | 83.4             | 80               | 何雁詩 | 17       |
| 8    | 唐藝         | 83.4             | 85.4             | 駱胤鳴 | 9        |
| 9    | 羅藍亞       | 83.2             | 90.8             | 鄧小巧 | 1        |
| 10   | 麥敬朋       | 81.8             | 82.8             | 陳鴻碩 | 14       |
| 11   | 劉栢霖       | 81.4             | 86.2             | 劉威煌 | 7        |
| 12   | 陳慧萍       | 81.2             | 88               | 譚傑希 | 2        |
| 13   | 唐藝         | 81               | 84.4             | 何紫慧 | 12       |
| 14   | Plain Voice  | 80               | 82.4             | 王嘉儀 | 15       |
| 15   | 王飛雪       | 80               | 85.4             | 韓煒   | 8        |
| 16   | 林蕙         | 78.4             | 84.4             | 李浩森 | 13       |
| 17   | 梁浩賢       | 78.4             | 79               | 林志程 | 18       |
| 18   | 馮穗君       | 75.6             | 85               | 趙文   | 10       |
| 19   | 陳曙輝       | 75.4             | 82.4             | 陳康健 | 16       |
|      | 滿分         | 100              | 100              | 滿分   |          |

### 備註
| 冠軍 亞軍 季軍 取消資格 | 該場最高分 該場最高分且獲得獎品 低分（需由評判商議）但未被淘汰 不合格而進入淘汰區 低分而被淘汰 不合格而被淘汰 | PK打和 PK落敗 PK落敗而被淘汰 PK打和但被淘汰 保送 |

註：如有多位同場被淘汰之選手，會根據他們被淘汰時的得分排名，如同分者，則依選手姓名（適用於首場）或前場排名定出排名

## 比賽結果
- 冠軍（金咪大獎）：王雯
- 亞軍及《傑出選手獎》：何紫慧
- 季軍：趙文
- 《最強人氣獎》：許廷鏗
- 《飛躍進步獎》：林師傑
- 《最動人演繹獎》：韓煒
- 《網上Hit爆金曲獎》（前5位）：
  - 第1位：駱胤鳴《如果我是個男孩》（原創曲）
  - 第2位：鄧小巧《海闊天空》（原唱：Beyond）
  - 第3位：譚杰希《女朋友要帶回家》（原創曲）
  - 第4位：何雁詩《On My Own》（歌劇「孤星淚」插曲）
  - 第5位：王嘉儀《香水有毒》（原唱：胡楊林）

部分「巨聲一幫」成員更獲唱片公司招徠，簽約成為旗下歌手：
| 單位                           | 唱片公司                                                                         | 經紀公司                                   | 出道年份 | 出道主打歌曲     | 首張個人唱片                 |
| ------------------------------ | -------------------------------------------------------------------------------- | ------------------------------------------ | -------- | ---------------- | ---------------------------- |
| 許廷鏗                         | 星煥國際（2011年至2013年） 星夢娛樂（2014年至2017年） 華納唱片（2017年至2021年） | TVB（至2017年） 華納唱片（2017年至2021年） | 2011年   | 《出走》         | 《出走三部曲》               |
| 何雁詩                         | musicNEXT（2013年至2015年） 星夢娛樂（2015年至2019年）                           | TVB                                        | 2014年   | 《淚如鐵》       | 《Step》                     |
| 駱胤鳴 （組合SIS樂印姊妹成員） | GME（至2019年）                                                                  | TVB（2019年前）                            | 2014年   | 《有夢就很好了》 | 《Dreamsis》                 |
| 林師傑                         | 星夢娛樂（2014年至2020年）                                                       | TVB（2020年前）                            | 2014年   | 《小木偶的話》   |                              |
| 劉威煌                         | 棋人香港                                                                         | 棋人香港                                   | 2015年   | 《為了愛》       |                              |
| 鄧小巧                         | Frenzi Music                                                                     | Frenzi Music                               | 2016年   | 《雅俗》         | 《The Strength of Weakness》 |
| 王嘉儀                         | Bunny Eats Ltd                                                                   | Bunny Eats Ltd                             | 2017年   | 《獵》           | 《Sophrology》               |
| 陳彥廷                         | 第十六製作有限公司                                                               | 第十六製作有限公司                         | 2020年   | 《圈子》         |                              |

## 記事
- 2009年6月6日：下午4時正，於奧海城二期北翼中庭舉行面試。
- 2009年6月7日：下午4時正，於奧海城二期北翼中庭舉行面試。
- 2009年6月18日：下午2時正，於九龍灣國際展貿中心3樓演講廳進行外景拍攝，出席者包括《英國達人》第一季冠軍Paul Potts、古巨基、郭偉亮、藍奕邦及60名參賽者(第1-60號)。
- 2009年6月25日：下午3時正，於奧海城二期地下主題中庭，宣佈節目主持為劉美君，而曹格將會成為其中4集的客席主持。
- 2009年8月11日：劉美君聯同無綫綜藝及音樂科高級經理陳家揚及監製麥鎮東，相約傳媒大談節目感受，並公佈第7集請來森美擔任嘉賓主持，蕭敬騰擔任評判。
- 2009年8月26日：在中國音樂金鐘獎流行音樂大賽港澳台展演爭冠賽中，何紫慧奪得金獎，將於9月20日舉行的《金鐘盛典》中接受獎項，而陳康健奪亞軍，劉威煌得季軍。[1]
- 2009年10月10日：陳康健確診豬流感，並公佈他將不會出席《TVB8全球華人新秀歌唱大賽》
- 2009年11月1日：由於播映特備節目《無敵獎門人惡鬥美女廚房》，本節目暫停播映。
- 2009年11月29日：由於播映劇集《宮心計》大結局，本節目改在晚上10:45播映，長度（連廣告）並由90分鐘減少至60分鐘。
- 2009年12月13日：由於播映劇集《富貴門》大結局及《香港2009東亞運動會閉幕禮》，本節目暫停播映。
- 2010年1月4日：由於香港音像聯盟（環球、華納、SONY和EMI）與無綫電視的歌曲播放版稅問題仍未達成協議，四間唱片公司旗下歌手暫時不會出席無綫電視所有節目，由於劉美君是環球唱片旗下歌手，所以從第26集開始，金剛將取代其主持之位。[2][3][4]
- 2010年2月7日：本節目最後一集，播映時間為晚上9:00-11:30。
- 2010年2月27日：晚上8:30-11:00於翡翠台及高清翡翠台播映特備節目《超級巨聲畢業演唱會》。
- 2010年5月11日：由2010年5月11日起於 J2逢星期一至五（00:00-00:30）播出《巨聲工房》，由夏至（Mini）主持，直擊「巨聲二幫」的幕後生活實況，節目亦會談及「巨聲幫」的發展動向。
- 2010年6月8日：於紅磡體育館舉行《超級巨聲進軍紅館Super Voice演唱會》。
- 2010年11月4日：發行首張合輯《超級巨聲 The Voice》。

## 作品的變遷
| 無綫電視翡翠台、高清翡翠台 星期日 22:00-23:30 | 無綫電視翡翠台、高清翡翠台 星期日 22:00-23:30 | 無綫電視翡翠台、高清翡翠台 星期日 22:00-23:30 |
| --------------------------------------------- | --------------------------------------------- | --------------------------------------------- |
|                                               | 超級巨聲 （2009年7月19日 - 2010年2月7日）     |                                               |
| 星星同學會 （2009年1月4日 - 2009年7月12日）   | 敦煌 （2010年2月21日 - 2010年4月25日）        |                                               |

| 無綫電視J2 星期一至五 15:45-17:15 8月8日15:45-17:45                                 | 無綫電視J2 星期一至五 15:45-17:15 8月8日15:45-17:45 | 無綫電視J2 星期一至五 15:45-17:15 8月8日15:45-17:45 |
| ----------------------------------------------------------------------------------- | --------------------------------------------------- | --------------------------------------------------- |
|                                                                                     | 超級巨聲 （2012年7月2日 - 8月8日）                  |                                                     |
| 冒險王 （15:45-16:45）Music Café (星期一16:45-17:45)巨聲工房(星期二至五17:15-17:45) | 超級巨聲2                                           |                                                     |

## 來源
1. ↑  .   [2010-03-14]. （原始内容存档于2019-11-12）.
2. ↑  金剛取代劉美君主持《超級巨聲》，《明報》，2010年1月4日。
3. ↑  .   [2010年3月14日]. （原始内容存档于2016年3月5日）.
4. ↑  .   [2010年3月14日]. （原始内容存档于2016年3月5日）.

## 外部連結
- 《超級巨聲系列》官方網站 （页面存档备份，存于）
- 《超級巨聲系列》最新消息 （页面存档备份，存于）
- 《超級巨聲》官方網站 （页面存档备份，存于）
- 《超級巨聲畢業演唱會》節目網站 （页面存档备份，存于）
- 《超級巨聲系列》官方Facebook Fans Page （页面存档备份，存于）
- 《超級巨聲系列》官方新浪微博 （页面存档备份，存于）
- 《超級巨聲系列》官方騰訊微博 （页面存档备份，存于）